# غاري هووبر
غاري هووبر (بالإنجليزية: Gary Hooper) هو مبارز بالسيف أسترالي، ولد في 11 فبراير 1939 في سيدني في أستراليا.